# Germanio-antimonio-telurio
El GeSbTe (germanio-antimonio-telurio o GST) es un material de cambio de fase del grupo de los vidrios calcogenuros utilizado en discos ópticos regrabables y aplicaciones de memoria de cambio de fase. Su tiempo de recristalización es de 20 nanosegundos, lo que permite velocidades de escritura de hasta 35 Mbit/s y una capacidad de sobrescritura directa de hasta 106 ciclos. Es adecuada para formatos de grabación land-groove. Suele utilizarse en DVD regrabables. El semiconductor GeSbTe dopado con n permite crear nuevas memorias de cambio de fase. El punto de fusión de la aleación es de unos 600 °C (900 K) y la temperatura de cristalización oscila entre 100 y 150 °C.
Durante la escritura, el material se borra, inicializándose en su estado cristalino, con irradiación láser de baja intensidad. El material se calienta hasta su temperatura de cristalización, pero no hasta su punto de fusión, y cristaliza. La información se escribe en la fase cristalina, calentando puntos de la misma con pulsos láser cortos (<10 ns) de alta intensidad; el material se funde localmente y se enfría rápidamente, permaneciendo en la fase amorfa. Como la fase amorfa tiene menor reflectividad que la cristalina, los datos pueden registrarse como manchas oscuras sobre el fondo cristalino. Recientemente, se han desarrollado nuevos precursores de organogermanio líquido, como el isobutilgermano. (IBGe) y el tetraquis(dimetilamino)germano (TDMAGe), que se han utilizado junto con los metalorgánicos de antimonio y telurio, como el tris-dimetilamino antimonio (TDMASb) y el di-isopropil telururo (DIPTe) respectivamente, para hacer crecer películas de GeSbTe y otros calcogenuros de muy alta pureza mediante deposición química metalorgánica en fase vapor (MOCVD). El tricloruro de dimetilamino germanio (DMAGeC) también se considera un precursor superior de dimetilaminogermanio que contiene cloruro para la deposición de Ge por MOCVD. 

## Aplicaciones de la memoria de cambio de fase
La característica única que hace que la memoria de cambio de fase sea útil como memoria es la capacidad de efectuar un cambio de fase reversible al calentarse o enfriarse, pasando de un estado amorfo estable a uno cristalino. Estas aleaciones tienen una alta resistencia en el estado amorfo "0" y son semimetales en el estado cristalino "1". En estado amorfo, los átomos tienen un orden atómico de corto alcance y baja densidad de electrones libres. La aleación también tiene una resistividad y una energía de activación elevadas. Esto la distingue del estado cristalino, que tiene baja resistividad y energía de activación, orden atómico de largo alcance y alta densidad de electrones libres. Cuando se utiliza en la memoria de cambio de fase, el uso de un impulso eléctrico corto y de gran amplitud, de forma que el material alcance el punto de fusión y se apague rápidamente, cambia el material de fase cristalina a fase amorfa, se denomina corriente RESET, y el uso de un impulso eléctrico relativamente más largo y de baja amplitud, de forma que el material alcance sólo el punto de cristalización y se le dé tiempo para cristalizar, permitiendo el cambio de fase de amorfa a cristalina, se conoce como corriente SET. 
Los primeros dispositivos eran lentos, consumían mucha energía y se estropeaban con facilidad debido a las grandes corrientes. Por eso no tuvieron éxito, ya que la SRAM y la memoria flash tomaron el relevo. Sin embargo, en los años 80, el descubrimiento del germanio-antimonio-telurio (GeSbTe) hizo que la memoria de cambio de fase necesitara menos tiempo y energía para funcionar. Esto dio lugar al éxito del disco óptico regrabable y creó un renovado interés por la memoria de cambio de fase. Los avances en litografía también significaron que la corriente de programación, antes excesiva, ahora es mucho menor al reducirse el volumen de GeSbTe que cambia de fase.
La memoria de cambio de fase tiene muchas cualidades casi ideales, como la no volatilidad, la velocidad de conmutación rápida, la alta resistencia de más de 1013 ciclos de lectura y escritura, la lectura no destructiva, la sobrescritura directa y un largo tiempo de retención de datos de más de 10 años. La única ventaja que la distingue de otras memorias no volátiles de nueva generación, como la memoria magnética de acceso aleatorio (MRAM), es su capacidad de mejorar el rendimiento con tamaños más pequeños. La litografía limita el escalado de las memorias de cambio de fase al menos hasta los 45 nm. Por tanto, ofrece el mayor potencial para conseguir células de memoria de densidad ultraalta que puedan comercializarse. 
Aunque las memorias de cambio de fase son muy prometedoras, aún quedan algunos problemas técnicos por resolver antes de que puedan alcanzar una densidad ultraelevada y comercializarse. El reto más importante para la memoria de cambio de fase es reducir la corriente de programación a un nivel compatible con la corriente mínima de accionamiento del transistor MOS para la integración de alta densidad. En la actualidad, la corriente de programación de las memorias de cambio de fase es considerablemente alta. Esta elevada corriente limita la densidad de memoria de las células de memoria de cambio de fase, ya que la corriente suministrada por el transistor no es suficiente debido a su elevado requisito de corriente. Por lo tanto, no se puede aprovechar al máximo la ventaja de escalado única de la memoria de cambio de fase.

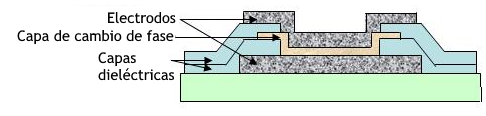
Imagen de la estructura típica de un dispositivo de memoria de cambio de fase

Se muestra el diseño típico de un dispositivo de memoria de cambio de fase. Tiene capas que incluyen el electrodo superior, GST, la capa de GeSbTe, BEC, el electrodo inferior y las capas dieléctricas. El volumen programable es el volumen de GeSbTe que está en contacto con el electrodo inferior. Esta es la parte que se puede reducir con litografía. La constante de tiempo térmica del dispositivo también es importante. La constante de tiempo térmica debe ser lo suficientemente rápida para que el GeSbTe se enfríe rápidamente hasta el estado amorfo durante el RESET, pero lo suficientemente lenta para permitir que se produzca la cristalización durante el estado SET. La constante de tiempo térmica depende del diseño y del material con el que esté construida la célula. Para leer, se aplica un pulso de corriente baja al dispositivo. Una corriente pequeña garantiza que el material no se caliente. La información almacenada se lee midiendo la resistencia del dispositivo. 